# Queen of FCW
El Queen of FCW fue un título de lucha libre profesional de la promoción Florida Championship Wrestling (FCW), el cual era defendido únicamente por mujeres y fue representado por una corona de plata. El título estuvo activo durante más de 3 años antes de ser desactivado en marzo del 2012.

## Historia
El Queen of FCW fue el primer título femenino de la Florida Championship Wrestling. Se introdujo a principios de 2009, teniendo a Angela como primera campeona, después de derrotar a Alicia Fox en la final de un torneo. Éste fue el único título femenino de la FCW hasta que el verano de 2010 se creó el Campeonato de Divas de la FCW. Finalmente, el 15 de marzo de 2012, la General Mánager de la FCW, Summer Rae, desactivó el título, dejando únicamente el Campeonato de Divas como título femenino de la empresa.

### Torneo
|  | Cuartos de final | Cuartos de final | Cuartos de final |        |            | Semifinales | Semifinales | Semifinales |  |        | Final  | Final | Final |  |
|  |                  |                  |                  |        |            |             |             |             |  |        |        |       |       |  |
|  |                  |                  |                  |        |            |             |             |             |  |        |        |       |       |  |
|  | 1                | Angela           | Pin              |        |            |             |             |             |  |        |        |       |       |  |
|  | 1                | Angela           | Pin              |        |            |             |             |             |  |        |        |       |       |  |
|  | 8                | Rosa Mendes      |                  |        |            |             |             |             |  |        |        |       |       |  |
|  | 8                | Rosa Mendes      |                  | Angela | Angela     | Pin         |             |             |  |        |        |       |       |  |
|  |                  |                  |                  | Angela | Angela     | Pin         |             |             |  |        |        |       |       |  |
|  |                  |                  | Girl From Mexico |        |            |             |             |             |  |        |        |       |       |  |
|  | 5                | Saylor James     |                  |        |            |             |             |             |  |        |        |       |       |  |
|  | 5                | Saylor James     |                  |        |            |             |             |             |  |        |        |       |       |  |
|  | 4                | Girl From Mexico | Pin              |        |            |             |             |             |  |        |        |       |       |  |
|  | 4                | Girl From Mexico | Pin              |        |            |             |             |             |  | Angela | Angela | Pin   |       |  |
|  |                  |                  |                  |        |            |             |             |             |  | Angela | Angela | Pin   |       |  |
|  |                  |                  | Alicia Fox       |        |            |             |             |             |  |        |        |       |       |  |
|  | 3                | Jenny Cash       |                  |        |            |             |             |             |  |        |        |       |       |  |
|  | 3                | Jenny Cash       |                  |        |            |             |             |             |  |        |        |       |       |  |
|  | 6                | Alicia Fox       | Pin              |        |            |             |             |             |  |        |        |       |       |  |
|  | 6                | Alicia Fox       | Pin              |        | Alicia Fox | Alicia Fox  | Pin         |             |  |        |        |       |       |  |
|  |                  |                  |                  |        | Alicia Fox | Alicia Fox  | Pin         |             |  |        |        |       |       |  |
|  |                  |                  | Tiffany          |        |            |             |             |             |  |        |        |       |       |  |
|  | 7                | Wesley Holiday   |                  |        |            |             |             |             |  |        |        |       |       |  |
|  | 7                | Wesley Holiday   |                  |        |            |             |             |             |  |        |        |       |       |  |
|  | 2                | Tiffany          | Pin              |        |            |             |             |             |  |        |        |       |       |  |
|  | 2                | Tiffany          | Pin              |        |            |             |             |             |  |        |        |       |       |  |
|  |                  |                  |                  |        |            |             |             |             |  |        |        |       |       |  |

## Lista de campeonas
| Luchadora:  | Reinado N°: | Derrotó a:                              | Días | Fecha:                  | Show o Evento: |
| ----------- | ----------- | --------------------------------------- | ---- | ----------------------- | -------------- |
| Angela      | 1           | Alicia Fox                              | 210  | 5 de febrero de 2009    | FCW TV         |
| Mia Mancini | 1           | Angela                                  | 154  | 3 de septiembre de 2009 | FCW TV         |
| AJ Lee      | 1           | Mia Mancini                             | 287  | 4 de febrero de 2010    | FCW TV         |
| Rosa Mendes | 1           | A.J.                                    | 77   | 12 de diciembre de 2010 | FCW TV         |
| Aksana      | 1           | Rosa Mendes                             | 287  | 3 de febrero de 2011    | FCW TV         |
| Raquel Diaz | 1           | Aksana                                  | 119  | 17 de noviembre de 2011 | FCW TV         |
| Desactivado | N/A         | Desactivado por la GM de FCW Summer Rae | —    | 15 de marzo de 2012     | FCW TV         |

## Reinados más largos
| Luchador    | Días | Fecha en que ganó       | Fecha en que perdió     | Notas                                                                |
| ----------- | ---- | ----------------------- | ----------------------- | -------------------------------------------------------------------- |
| A.J.        | 287  | 4 de febrero de 2010    | 18 de noviembre de 2010 | Durante su reinado, cambió su nombre de AJ Lee a A.J.                |
| Aksana      | 287  | 3 de febrero de 2011    | 17 de noviembre de 2011 | Su primer reinado                                                    |
| Angela      | 210  | 5 de febrero de 2009    | 3 de septiembre de 2009 | Primera campeona de la historia                                      |
| Mia Mancini | 154  | 3 de septiembre de 2009 | 4 de febrero de 2010    | Durante su reinado, cambió su nombre de Serena Mancini a Mia Mancini |
| Raquel Diaz | 119  | 17 de noviembre de 2011 | 15 de marzo de 2012     | Última campeona.                                                     |

## Datos interesantes
- Reinado más largo: A.J. y Aksana, 287 días.
- Reinado más corto: Rosa Mendes, 77 días.
- Campeona más vieja: Rosa Mendes, 31 años.
- Campeona más joven: Raquel Diaz, 20 años.
- Campeona más pesada: Mia Mancini, 59 kg (130 lb).
- Campeona más liviana: A.J., 47 kg (103 lb).